# Catatemnus fravalae
Catatemnus fravalae är en spindeldjursart som beskrevs av Jacqueline Heurtault 1983. Catatemnus fravalae ingår i släktet Catatemnus och familjen Atemnidae. Inga underarter finns listade i Catalogue of Life.